# 7528-as mellékút (Magyarország)
A 7528-as számú mellékút egy bő öt kilométer hosszú, négy számjegyű országos közút Zala vármegyében. Szinte egész Zala vármegye földrajzi struktóráját az észak-déli irányú folyó- és patakvölgyek határozzák meg, ez az út két ilyen völgyet kapcsol össze Nagykanizsa északi vonzáskörzetében.

## Nyomvonala
A 7527-es útból ágazik ki, kevéssel annak negyedik kilométere után, Újudvar területén, a belterület északi szélén, nyugat felé. Alig 400 méter után keresztezi a Szombathely–Nagykanizsa-vasútvonalat, közvetlenül Magyarszerdahely megállóhely mellett, az egykori állomásépület északi oldalánál, majd mintegy 800 méter után áthalad a Principális-csatorna fölött is, és egyúttal átlép Magyarszerdahely területére.
Ott, 2,2 kilométer megtétele után északnak fordul és 2,5 kilométer után beér Újnéppuszta településrész lakott területére. 2,7 kilométer előtt egy elágazáshoz ér: innen tovább egyenesen a 7531-es út indul, Újnéppusztán és Kacorlakon át Pölöskefőig, a 7528-as pedig nyugatnak fordul. 3,1 kilométer után keresztezi a Kürtös-patak egyik ágát, majd alig 300 méterrel odébb egy másik ágát is: ennek nyomvonala innentől az úttal párhuzamosan nyugatnak halad, végig Magyarszerdahely központján.
Ettől kezdve már az út is belterületen húzódik, Fő út néven, a patak déli oldalán, ugyanott az északi parton is kíséri a patakot egy utca, az a Fő út páros oldala, de az csak önkormányzati útnak minősül. 4,3 kilométere táján kiágazik belőle dél felé egy önkormányzati út Magyarszentmiklós irányába, de még ezután is a település házai között halad, egészen az ötödik kilométeréig. Onnantól délnyugati irányban húzódik tovább, és nem sokkal ezután véget is ér, beletorkollva a 74-es főútba, annak 12,750-es kilométerszelvénye közelében.
Teljes hossza, az országos közutak térképes nyilvántartását szolgáló kira.gov.hu adatbázisa szerint 5,733 kilométer.